# Гёдрих, Август фон
Август фон Гёдрих (нем. August von Gödrich; 25 сентября 1859, Фульнек, Нови-Йичин — 16 марта 1942, Фульнек, Нови-Йичин) — немецкий велогонщик, участвовавший на летних Олимпийских играх 1896.
Гёдрих участвовал только в шоссейной гонке, в которой занял второе место, уступив греку Аристидису  Константинидису. Гёдрих был единственным немецким велосипедистом из пяти спортсменов, завоевавшим медаль.